# Agustín Rogel
Agustín Maximiliano Rogel Paita (Montevideo, Uruguay; 17 de octubre de 1997) es un futbolista uruguayo que juega como defensa en el Hertha Berlín de la 2. Bundesliga.

## Trayectoria
Se integró al Club Nacional de Football en Pre-Séptima, por lo que realizó las diferentes categorías juveniles con los tricolores.
Para la temporada 2015/16 asumió como técnico del plantel absoluto Gustavo Munúa, y ascendió a Rogel al primer equipo para realizar la pretemporada. Fue rapado por Diego Arismendi, continuando el ritual que se le hace a los nuevos juveniles.
El 17 de julio de 2015, debutó con el primer equipo, fue en un partido amistoso contra Estudiantes de La Plata en Paysandú, ingresó en el segundo tiempo y ganaron 1-0 con un gol de su compañero Marcio Benítez.
Debido a una lesión, tuvo una operación de los meniscos cruzados el 3 de diciembre, lo que significó 6 meses de recuperación.
En 2016 ya tuvo sus primeros minutos con la reserva del club, disputó 7 partidos en Tercera División.
Fue convocado por primera vez para un partido oficial en la fecha 1 del Campeonato Uruguayo 2016, concentró con los profesionales antes de enfrentarse a Danubio pero finalmente no integró el banco de suplentes.
En junio de 2017 hizo su debut en Nacional de Montevideo.
En 2018 no fue muy tenido en cuenta por el entrenador y ve con buenos ojos la posibilidad de emigrar. Su pase fue adquirido por el club ruso Krylya Sovetov. El club, que es de la ciudad de Samara, ascendió para esa temporada desde la Segunda División a la Liga Premier de Rusia y el equipo logró la permanencia en la promoción.
En julio de 2019 fichó por el Toulouse F. C. de Francia.
En febrero de 2021 llegó en condición de préstamo a Estudiantes de La Plata hasta fines de diciembre de ese año. Con base en los buenos rendimientos y la campaña realizada, Estudiantes negoció para retener al jugador. Tras lograr la desvinculación con el Toulouse, firmó con Estudiantes un nuevo vínculo hasta diciembre de 2022.
En un gol para la historia, el 16 de marzo, en el Estadio UNO de La Plata, convirtió lo que sería el triunfo de Estudiantes ante Everton de Chile por 1 a 0, clasificando a su equipo a la fase de grupos de la Copa Libertadores.  El 2 de marzo convirtió en esta Copa Libertadores en la victoria de Estudiantes ante el Audax Italiano de Chile. En el inicio de la fase de grupos, el 7 de abril, convirtió el segundo gol de la victoria en UNO ante Vélez Sarsfield por 4 a 1.
El 31 de agosto se hizo oficial su transferencia al Hertha Berlín. Firmó contrato con el club alemán por cuatro años. Tras los dos primeros regresó a Sudamérica al fichar por S. C. Internacional en agosto de 2024.

## Selección nacional

### Categorías inferiores
Agustín ha sido parte de la selección de Uruguay en la categoría juvenil sub-20.
El 12 de diciembre de 2016, fue convocado por Fabián Coito para entrenar en el complejo AUF, junto a otros 27 futbolistas. Fue confirmado en la lista definitiva el 29 de diciembre, para jugar el Campeonato Sudamericano Sub-20.
Debutó en la competición oficial el 19 de enero de 2017, fue parte de la defensa central contra Venezuela, pero empataron sin goles en el primer partido de la fase de grupos. El segundo juego, fue ante Argentina, nuevamente fue titular y lograron un segundo empate, ya que igualaron 3 a 3. Debido a que recibió una tarjeta amarilla en los 2 juegos anteriores, quedó suspendido para el tercer encuentro, sus compañeros enfrentaron a Perú, selección a la que derrotaron 2-0. En el último partido de la primera fase, volvió a jugar, anotó su primer gol con la Celeste al minuto 18, con un cabezazo vulneró la portería rival y derrotaron a Bolivia 3 a 0. Clasificaron a la siguiente instancia como el mejor del grupo, con 8 puntos.
El primer partido del hexagonal final, lo jugaron el 30 de enero, nuevamente se midieron ante Argentina, Agustín se consolidó en la zaga y esta vez Uruguay se impuso 3-0. Tres días después, se enfrentaron a la selección de Brasil, Rogel fue titular pero comenzaron en desventaja, ya que al minuto 24 el rival abrió el marcador y dominó el juego, para el segundo tiempo, la Celeste mejoró y empataron al minuto 60 con un tanto de su compañero Amaral, ya en tiempo cumplido y con dos hombres de más, Facundo Waller habilitó a Matías Viña con un pase largo, quedó mano a mano con el portero y convirtió, lo que significó el triunfo definitivo por 2-1.
Uruguay se coronó campeón del Sudamericano en el último partido, Agustín estuvo presente en 7 encuentros.
El 25 de abril fue confirmado en el plantel definitivo para viajar a Corea del Sur y jugar la Copa Mundial Sub-20.

#### Participaciones internacionales
En cursiva las competiciones no oficiales.
| Competición                                    | Sede          | Resultado     | Partidos | Goles |
| ---------------------------------------------- | ------------- | ------------- | -------- | ----- |
| Copa Ciudad de la Independencia Sub-19 de 2016 | Chile         | Tercer puesto | 1        | 0     |
| Campeonato Sudamericano Sub-20 de 2017         | Ecuador       | Campeón       | 7        | 1     |
| Copa Mundial Sub-20 de 2017                    | Corea del Sur | Cuarto puesto | 6        | 0     |

#### Detalles de partidos
| Con Uruguay sub-20 | Con Uruguay sub-20 | Con Uruguay sub-20          | Con Uruguay sub-20    | Con Uruguay sub-20     | Con Uruguay sub-20                       | Con Uruguay sub-20 | Con Uruguay sub-20 | Con Uruguay sub-20                                                                                   | Con Uruguay sub-20 |
| N°                 | Rival              | Resultado                   | Fecha                 | Lugar                  | Competencia                              | Goles              | Asistencias        | Ref.                                                                                                 |                    |
| ------------------ | ------------------ | --------------------------- | --------------------- | ---------------------- | ---------------------------------------- | ------------------ | ------------------ | --- | ------------------ |
| 1                  | Ecuador            | 2:0 (0:0)                   | 16 de octubre de 2016 | Talca · Chile          | Amistoso Copa Ciudad de la Independencia | -                  | -                  | 1 |                    |
| 2                  | Venezuela          | 0:0                         | 19 de enero de 2017   | Ibarra · Ecuador       | Campeonato Sudamericano Fase de grupos   | -                  | -                  | 2 |                    |
| 3                  | Argentina          | 3:3 (1:2)                   | 21 de enero de 2017   | Ibarra · Ecuador       | Campeonato Sudamericano Fase de grupos   | -                  | -                  | 3 |                    |
| 4                  | Bolivia            | 3:0 (2:0)                   | 27 de enero de 2017   | Ibarra · Ecuador       | Campeonato Sudamericano Fase de grupos   | 18'                | -                  | 4 |                    |
| 5                  | Argentina          | 3:0 (2:0)                   | 30 de enero de 2017   | Quito · Ecuador        | Campeonato Sudamericano Hexagonal final  | -                  | -                  | 5 |                    |
| 6                  | Brasil             | 2:1 (0:1)                   | 2 de febrero de 2017  | Quito · Ecuador        | Campeonato Sudamericano Hexagonal final  | -                  | -                  | 6 |                    |
| 7                  | Colombia           | 3:0 (1:0)                   | 5 de febrero de 2017  | Quito · Ecuador        | Campeonato Sudamericano Hexagonal final  | -                  | -                  | 7 |                    |
| 8                  | Ecuador            | 1:2 (0:2)                   | 11 de febrero de 2017 | Quito · Ecuador        | Campeonato Sudamericano Hexagonal final  | -                  | -                  | 8 |                    |
| 9                  | Argentina          | 0:1 (0:0)                   | 22 de marzo de 2017   | Montevideo · Uruguay   | Amistoso                                 | -                  | -                  | 9 |                    |
| 10                 | China              | 1:3 (0:1)                   | 8 de mayo de 2017     | Xi'an China            | Amistoso                                 | -                  | -                  | 10 (enlace roto disponible en Internet Archive; véase el historial, la primera versión y la última). |                    |
| 11                 | Corea del Sur      | 2:0 (1:0)                   | 11 de mayo de 2017    | Cheongju Corea del Sur | Amistoso                                 | -                  | -                  | 11 (enlace roto disponible en Internet Archive; véase el historial, la primera versión y la última). |                    |
| 12                 | Arabia Saudita     | 0:2 (0:1)                   | 14 de mayo de 2017    | Goyang Corea del Sur   | Amistoso                                 | -                  | -                  | 12 (enlace roto disponible en Internet Archive; véase el historial, la primera versión y la última). |                    |
| 13                 | Italia             | 0:1 (0:0)                   | 21 de mayo de 2017    | Suwon Corea del Sur    | Copa Mundial Fase de grupos              | -                  | -                  | 13 (enlace roto disponible en Internet Archive; véase el historial, la primera versión y la última). |                    |
| 14                 | Japón              | 2:0 (1:0)                   | 24 de mayo de 2017    | Suwon Corea del Sur    | Copa Mundial Fase de grupos              | -                  | -                  | 14 (enlace roto disponible en Internet Archive; véase el historial, la primera versión y la última). |                    |
| 15                 | Sudáfrica          | 0:0                         | 27 de mayo de 2017    | Suwon Corea del Sur    | Copa Mundial Fase de grupos              | -                  | -                  | 15 (enlace roto disponible en Internet Archive; véase el historial, la primera versión y la última). |                    |
| 16                 | Arabia Saudita     | 1:0 (0:0)                   | 31 de mayo de 2017    | Incheon Corea del Sur  | Copa Mundial Octavos de final            | -                  | -                  | 16 (enlace roto disponible en Internet Archive; véase el historial, la primera versión y la última). |                    |
| 17                 | Venezuela          | 1:1 (0:0)(t. s.) (3:4 pen.) | 8 de junio de 2017    | Daejeon Corea del Sur  | Copa Mundial Semifinal                   | -                  | -                  | 17                                                                                                   |                    |
| 18                 | Italia             | 0:0 (1:4 pen.)              | 11 de junio de 2017   | Suwon Corea del Sur    | Copa Mundial Tercer puesto               | -                  | -                  | 18 (enlace roto disponible en Internet Archive; véase el historial, la primera versión y la última). |                    |

### Selección absoluta
El 23 de septiembre de 2022 debutó con la selección de Uruguay en un amistoso ante Irán que perdieron por la mínima. Disputó casi la totalidad del partido después de sustituir a un Ronald Araújo que se había lesionado en el primer minuto.

## Estadísticas

### Clubes
Actualizado al 5 de diciembre de 2024.
| Club                                            | Div.          | Temporada     | Liga  | Liga  | Copas nacionales | Copas nacionales | Torneos internacionales(1) | Torneos internacionales(1) | Total | Total |
| Club                                            | Div.          | Temporada     | Part. | Goles | Part.            | Goles            | Part.                      | Goles                      | Part. | Goles |
| ----------------------------------------------- | ------------- | ------------- | ----- | ----- | ---------------- | ---------------- | -------------------------- | -------------------------- | ----- | ----- |
| Nacional · Uruguay                              | 1.ª           | 2017          | 14    | 2     | ―                | ―                | 2                          | 0                          | 16    | 2     |
| Nacional · Uruguay                              | Total club    | Total club    | 14    | 2     | 0                | 0                | 2                          | 0                          | 16    | 2     |
| P. F. C. Krylia Sovetov · Rusia                 | 1.ª           | 2018-19       | 16    | 0     | 2                | 0                | ―                          | ―                          | 18    | 0     |
| P. F. C. Krylia Sovetov · Rusia                 | 1.ª           | 2019-20       | 0     | 0     | ―                | ―                | ―                          | ―                          | 0     | 0     |
| P. F. C. Krylia Sovetov · Rusia                 | Total club    | Total club    | 16    | 0     | 2                | 0                | 0                          | 0                          | 18    | 0     |
| Toulouse F. C. Francia                          | 1.ª           | 2019-20       | 10    | 0     | 0                | 0                | ―                          | ―                          | 10    | 0     |
| Toulouse F. C. Francia                          | 2.ª           | 2020-21       | 0     | 0     | 2                | 0                | ―                          | ―                          | 2     | 0     |
| Toulouse F. C. Francia                          | Total club    | Total club    | 10    | 0     | 2                | 0                | 0                          | 0                          | 12    | 0     |
| Estudiantes de La Plata Argentina               | 1.ª           | 2021          | 24    | 0     | 10               | 1                | ―                          | ―                          | 34    | 1     |
| Estudiantes de La Plata Argentina               | 1.ª           | 2022          | 12    | 1     | 13               | 2                | 13                         | 4                          | 38    | 7     |
| Estudiantes de La Plata Argentina               | Total club    | Total club    | 36    | 1     | 23               | 3                | 13                         | 4                          | 72    | 8     |
| Hertha Berlín · Alemania                        | 1.ª           | 2022-23       | 20    | 0     | ―                | ―                | ―                          | ―                          | 20    | 0     |
| Hertha Berlín · Alemania                        | Total club    | Total club    | 20    | 0     | 0                | 0                | 0                          | 0                          | 20    | 0     |
| Hertha Berlín II · Alemania                     | 4.ª           | 2023-24       | 4     | 0     | ―                | ―                | ―                          | ―                          | 4     | 0     |
| Hertha Berlín II · Alemania                     | Total club    | Total club    | 4     | 0     | 0                | 0                | 0                          | 0                          | 4     | 0     |
| S. C. Internacional · Brasil                    | 1.ª           | 2024          | 15    | 0     | ―                | ―                | ―                          | ―                          | 15    | 0     |
| S. C. Internacional · Brasil                    | Total club    | Total club    | 15    | 0     | 0                | 0                | 0                          | 0                          | 15    | 0     |
| Total carrera                                   | Total carrera | Total carrera | 115   | 3     | 27               | 3                | 15                         | 4                          | 157   | 10    |
| (1)Incluidos los datos de la Copa Libertadores. |               |               |       |       |                  |                  |                            |                            |       |       |

### Selecciones
Actualizado al 11 de junio de 2017.
Último partido citado: Uruguay 0 - 0 Italia
| Sub-20 · Uruguay | 2016-17       | 7 | 1 | 6 | 0 | 5 | 0 | 18 | 1 |
| Sub-20 · Uruguay | Total sel.    | 7 | 1 | 6 | 0 | 5 | 0 | 18 | 1 |
| Total carrera | Total carrera | 7 | 1 | 6 | 0 | 5 | 0 | 18 | 1 |
| (1)Incluidos los datos del Campeonato Sudamericano Sub-20 (2017) (2)Incluidos los datos de la Copa Mundial Sub-20 (2017) |               |   |   |   |   |   |   |    |   |

## Palmarés

### Títulos regionales
| Título            | Club                | Estado             | Año  |
| ----------------- | ------------------- | ------------------ | ---- |
| Campeonato Gaúcho | S. C. Internacional | Río Grande del Sur | 2025 |

### Títulos nacionales
| Título            | Club     | País    | Año  |
| ----------------- | -------- | ------- | ---- |
| Torneo Intermedio | Nacional | Uruguay | 2017 |
| Torneo Intermedio | Nacional | Uruguay | 2018 |

### Títulos internacionales
| Título              | Club (*)       | Sede    | Año  |
| ------------------- | -------------- | ------- | ---- |
| Sudamericano Sub-20 | Uruguay sub-20 | Ecuador | 2017 |